# 安塔利亚省
安塔利亚省（Antalya）是位于土耳其西南地中海沿岸的一个省，首府安塔利亚。安塔利亚省与穆拉省一起，被称为土耳其里维埃拉。 
安塔利亚省包括了好几个历史上的地区：位于西部的吕基亚、位于东部的潘菲利亚和位于北部的皮西迪亚。如今的安塔利亚省长达630公里的海岸线沿岸分布了大量的海滩、港口、古城遗址，是著名的旅游和度假胜地。
安塔利亚省的主要城市有：安塔利亚、加济帕夏、马纳夫加特、凯梅尔、库姆卢贾、菲尼凯、卡莱、卡什、科尔库泰利、埃尔马勒。